# Stade Yankel-Rosenthal
Le stade Yankel Rosenthal est un stade de football sur gazon construit à San Pedro Sula, au Honduras, récemment reconstruit de 2007 à 2009.
C'est le domicile des C.D. Marathón de San Pedro Sula, le deuxième plus vieux club de cette nation, fondé le 25 novembre 1925. Il a une capacité de 15 000 spectateurs. 
La fin du projet de rénovation, au départ 2007, fut retardé jusqu'en 2009 à cause de problèmes financiers. Le stade est nommé en l'honneur du président actuel du C.D. Marathón et copropriétaire, Yankel Rosenthal, qui le construisit et fit du club le seul au Honduras à posséder son propre stade.

## Premier match
Le premier match de l'histoire de ce stade fut joué le 11 août 2010. Juan Ramón Mejía marqua le premier but pour le Deportes Savio à la 27e minute d'un jeu qui se termina à égalité 1-1 contre Marathón.